# Where There's a Heart
Where There's a Heart est un film muet américain réalisé par Allan Dwan et sorti en 1912.

## Fiche technique
- Titre : Where There's a Heart
- Réalisation : Allan Dwan
- Genre : Western
- Distribution : Film Supply Company
- Date de sortie :
  - États-Unis : 8 juillet 1912

## Distribution
- George Periolat : le prospecteur